# Bem Me Quer
Bem Me Quer é uma telenovela portuguesa transmitida pela TVI entre 26 de outubro de 2020 e 12 de novembro de 2021, substituindo Quer o Destino e sendo substituída meses mais tarde por Quero É Viver. Foi produzida pela Plural Entertainment e escrita por Maria João Mira. Foi gravada entre a cidade de Aveiro e a Serra da Estrela.
É protagonizada por Kelly Bailey, José Condessa, Bárbara Branco, Pêpê Rapazote e São José Correia.
Foi reposta pelo canal TVI Ficção entre 21 de julho de 2023 e 27 de junho de 2024, substituindo Amar Demais. Inicialmente, seria substituída pela reposição de Para Sempre (telenovela), entretanto, acabou por não ter uma substituta, tendo o seu horário preenchido por capítulos duplos de A Única Mulher.
Foi reposta pelo canal V+ entre 09 de agosto de 2024 e 15 de agosto de 2025, em 251 episódios, na faixa das 17:00, sendo uma das primeiras novelas apresentadas pelo novo canal, sendo substituída por Queridos Papás. 

## Sinopse
Bem Me Quer narra a vida de Maria Rita, uma pastora na remota aldeia de Zimbro, na Serra da Estrela. Ela vive na aldeia com o avô Honório, e são produtores de queijos artesanais. Ela não se lembra de seus pais, acreditando que eles tenham morrido quando ela era muito nova ainda. Mas seu destino muda quando chega à aldeia o advogado David Quintela, que traz uma mensagem de um homem chamado Henrique, um rico industrial estabelecido em Aveiro, que afirma ser o pai de Maria Rita, e pede que ela vá morar lá. Seu avô revela a ela toda verdade: Henrique abandonou a família antes de Maria Rita nascer. O homem constituiu outra família em Aveiro e agora, preso injustamente, acusado de desfalcar a empresa, diz-se arrependido pelo que fez no passado. Maria Rita, por estar em dificuldades financeiras com a queijaria e pela saúde já debilitada do avô, decide aceitar a proposta do pai e muda-se para Aveiro.

## Elenco
| Ator/Atriz         | Personagem                           | Fases        | Fases        | Fases        |
| Ator/Atriz         | Personagem                           | 1            | 2            | 3            |
| ------------------ | ------------------------------------ | ------------ | ------------ | ------------ |
| Kelly Bailey       | Maria Rita Raposo/Trindade de Sousa  | Protagonista | Protagonista | Protagonista |
| José Condessa      | David Quintela/Trindade de Sousa     | Protagonista | Protagonista | Protagonista |
| Bárbara Branco     | Vera Cunha Trindade de Sousa         | Antagonista  | Antagonista  | Antagonista  |
| Pêpê Rapazote      | Henrique Cavaco Trindade de Sousa    | Antagonista  | Protagonista | Participação |
| São José Correia   | Mercedes Cunha Trindade de Sousa     | Antagonista  | Antagonista  | Antagonista  |
| Joaquim Horta      | Rodolfo Quintela                     | Regular      | Regular      | Regular      |
| Julie Sergeant     | Carmo Quintela                       | Regular      | Regular      | Regular      |
| Pompeu José        | Honório Raposo                       | Regular      | Regular      | Regular      |
| Rita Ribeiro       | Teodora Romão                        | Regular      | Regular      | Regular      |
| David Carreira     | Artur Cunha/Magalhães                | Regular      | Regular      | Regular      |
| Patrícia André     | Luzia Cunha                          | Regular      | Regular      | Regular      |
| Paula Neves        | Célia «Celinha» Romão                | Regular      | Regular      | Regular      |
| André Nunes        | Pompeu Romão                         | Regular      | Regular      | Regular      |
| Frederico Barata   | João Carlos «Joca» Romão             | Regular      | Regular      | Regular      |
| Helena Caldeira    | Marlene Simões                       | Regular      | Regular      | Regular      |
| Sofia Aparício     | Madalena Quintela                    | Regular      | Regular      | Regular      |
| Luísa Ortigoso     | Aldina Cavaco                        | Regular      | Regular      | Regular      |
| Inês Aguiar        | Laura Cunha                          | Regular      | Regular      | Regular      |
| Lucas Dutra        | João Maria Cunha Trindade de Sousa   | Regular      | Regular      | Regular      |
| Margarida Corceiro | Constança Cunha Trindade de Sousa    | Regular      | Regular      | Regular      |
| Angie Costa        | Susana «Suzy» Romão                  | Regular      | Regular      | Participação |
| Gabriela Mirza     | Leonor Quintela                      | Regular      | Regular      | Regular      |
| Vítor D'Andrade    | Afonso Trindade de Sousa             | Ausente      | Regular      | Regular      |
| Joana de Verona    | Lara Botelho / Francisca Magalhães   | Ausente      | Regular      | Ausente      |
| Marisa Cruz        | Carolina Raposo                      | Regular      | Regular      | Regular      |
| Luís Gaspar        | Barnabé                              | Regular      | Regular      | Regular      |
| Duarte Gomes       | Nuno Penetra                         | Regular      | Regular      | Regular      |
| Vitor Hugo         | Paulo «Paulinho» dos Santos / Valter | Regular      | Regular      | Participação |

### Atriz convidada
| Ator              | Personagem              |
| ----------------- | ----------------------- |
| Cucha Carvalheiro | Júlia Trindade de Sousa |

### Elenco infantil
| Ator                | Personagem                    |
| ------------------- | ----------------------------- |
| João Pereira        | Alexandre «Alex» Romão        |
| Gabriela Sousa Pina | Sandra Cunha                  |
| Mel Barbosa         | Maria Trindade de Sousa Cunha |

### Elenco adicional
| Ator                 | Personagem                         |
| -------------------- | ---------------------------------- |
| Ricardo Monteiro     | Sargento Rafael Gomes              |
| Sofia Duarte Silva   | Rosita                             |
| Lucinda Loureiro     | Laurinda da Purificação            |
| Ângela Pinto         | Felisberta Cunha «Berta da Faneca» |
| João Maria Pinto     | Alípio Cunha                       |
| Mafalda Teixeira     | Micaela                            |
| Mafalda Tavares      | Sónia Vanessa                      |
| Vítor Alves da Silva | Zé Paulo                           |
| Pedro Macedo         | Quimbé                             |
| Filipe Luz           | Juvenal                            |
| Matilde Alçada       | Cláudia                            |
| Alfredo Brito        | Daniel Trindade de Sousa           |
| Ana Bustorff         | Luísa Magalhães                    |
| João Cabral          | Inspetor Mota da PJ                |
| Beatriz Teixeira     | Mercedes Trindade de Sousa (jovem) |
| João Mendonça        | Henrique Trindade de Sousa (jovem) |
| Gabriel Pacheco      | Afonso Trindade de Sousa (jovem)   |
| João Bonneville      | Daniel Trindade de Sousa (jovem)   |
| Joana Pialgata       | Júlia Trindade de Sousa (jovem)    |
| Mafalda Jara         | Aldina Cavaco (jovem)              |
| Joana Araújo         | Enfermeira Paula Santos            |
| Romeu Costa          | Olavo                              |
| Luciana Ribeiro      |                                    |
| Ricardo Pais Nunes   | Freitas                            |
| Lita Pedreira        |                                    |
| Thaiane Anjos        | Juliana                            |
| Elsa Galvão          | Teresa                             |
| Carlos Malvarez      | Sérgio                             |
| Miguel Ribeiro       | Luís                               |
| André Lopes          | Lourenço                           |
| Érica Rodrigues      | Irina                              |
| Carlos Sebastião     | Zé Bispo                           |
| Nídia Roque          | Verónica                           |
| Francisco Arraiol    | Marcelo                            |
| Carlos Carvalho      | Marco                              |
| Sara Ribeiro         | Jéssica                            |
| Edmundo Rosa         | Félix da Costa                     |
| Isabel Figueira      | Sofia                              |

## Audiências
No episódio de estreia em 26 de outubro de 2020, "Bem Me Quer" conquistou 11.4 de audiência média e 21.4% de share, sempre na vice-liderança das audiências. Pouco mais um milhão de espectadores estiveram em média a acompanhar a estreia, que teve um pico de 12.0 de audiência e 22.5% de share. Ao segundo episódio, emitido depois de um jogo de futebol entre FC Porto e Olympiacos, a telenovela conquista 10.0 de audiência média e 21.2% de share. No melhor momento, "Bem Me Quer" conquista 10.6 de audiência média e 24.3% de share. No dia 1 de janeiro de 2021, bate recorde e marca 12.1 de audiência média e 20.7% de share, com cerca de 1,14 milhão de espectadores. Em 19 de fevereiro, chegou a 13.1 de audiência média e 22.5% de share, mas não conseguiu superar a concorrente Amor Amor. Em 8 de abril, bate recorde e marca o melhor resultado de sua exibição com 13.2 de audiência média e 24.2% de share, com cerca de 1,24 milhão de espectadores. No melhor momento o resultado era de 13.9/26.5%. Em 12 de novembro de 2021, o último episódio registou 8.2 de rating e 26.9% de share, com mais de 780 mil espectadores, sendo um dos piores resultados de uma final de telenovela da TVI.
| Média | Média     | Episódios exibidos | Rating | Share | Ref.   |
| ----- | --------- | ------------------ | ------ | ----- | ------ |
| 2020  | Outubro   | 6                  | 10.9   | 21.2% | [ 14 ] |
| 2020  | Novembro  | 23                 | 11.2   | 21.4% | [ 15 ] |
| 2020  | Dezembro  | 23                 | 11.1   | 21.3% | ...    |
| 2021  | Janeiro   | 22                 | 11.2   | 21.0% | [ 16 ] |
| 2021  | Fevereiro | 24                 | 12.0   | 21.4% | [ 17 ] |
| 2021  | Março     | 22                 | 11.6   | 21.4% | ...    |
| 2021  | Abril     | 25                 | 11.7   | 22.0% | [ 18 ] |
| 2021  | Maio      | 26                 | 10.9   | 22.8% | [ 19 ] |
| 2021  | Junho     | 26                 | 10.4   | 23.3% | [ 20 ] |
| 2021  | Julho     | 26                 | 10.5   | 23.1% | [ 21 ] |
| 2021  | Agosto    | 22                 | 10.3   | 23.5% | [ 22 ] |
| 2021  | Setembro  | 22                 | 10.1   | 23.5% | [ 23 ] |
| 2021  | Outubro   | 21                 | 9.3    | 23.7% | ...    |
| 2021  | Novembro  | 10                 | 7.8    | 24.1% | ...    |
| Total | Total     | 298                | 10.6   | 22.4% |        |

## Músicas
| Tema                             | Intérprete(s)                      | Personagem tema                                                                  | Notas            |
| -------------------------------- | ---------------------------------- | -------------------------------------------------------------------------------- | ---------------- |
| "Bem Me Quer"                    | Joana Almeirante                   | —                                                                                | Tema de genérico |
| "Cair"                           | Fernando Daniel                    | Maria Rita Raposo (Kelly Bailey) e David Quintela (José Condessa)                | —                |
| "Dividir Amor"                   | Virgul                             | —                                                                                | —                |
| "Tento"                          | D.A.M.A.                           | —                                                                                | —                |
| "Atrevido"                       | Djodje                             | Mercedes Trindade de Sousa (São José Correia) e Rodolfo Quintela (Joaquim Horta) | —                |
| "Confia"                         | Matay                              | Afonso Trindade de Sousa (Vitor Andrade)                                         | —                |
| "Fazes-me Falta"                 | João Pedro Pais                    | David Quintela (José Condessa)                                                   | —                |
| "+Mais"                          | Blaya                              | Vera Trindade de Sousa (Bárbara Branco)                                          | —                |
| "Maldita a Hora"                 | João Só e Tiago Nogueira           | Pompeu Romão (André Nunes)                                                       | —                |
| "Coração"                        | Elisa                              | Maria Rita Raposo (Kelly Bailey) e Luzia Cunha (Patrícia André)                  | —                |
| "Ele Vai Crescer Lá Dentro"      | Cláudia Martins & Minhotos Marotos | Vanessa (Mafalda Tavares)                                                        | —                |
| "Amar sem Medos"                 | Paulo Sousa                        | Luzia Cunha (Patrícia André)                                                     | —                |
| "É no centro que se faz a festa" | Rosinha                            | Marlene Simões (Helena Caldeira)                                                 | —                |

## Prémios
Troféus de Televisão TV 7 Dias/Impala
| Ano  | Prémio            | Resultado |
| ---- | ----------------- | --------- |
| 2021 | Melhor Telenovela | Indicado  |